# Конституційне право

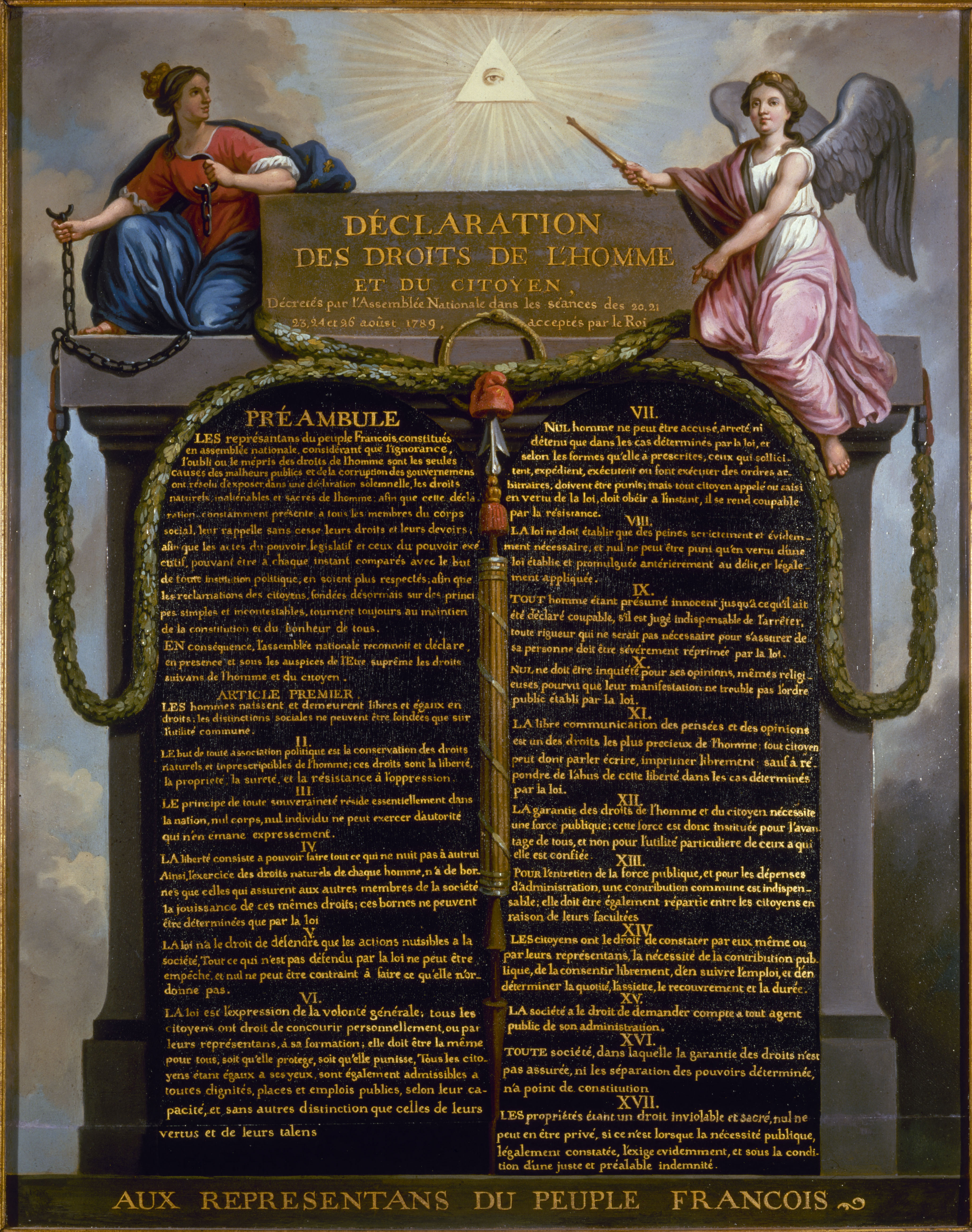
Декларація прав людини і громадянина

Конституці́йне пра́во — галузь права, що становить собою систему юридичних норм, які закріплюють основні засади державотворення та суспільних правовідносин, взаємодії держави і громадянина, принципи діяльності різних інституцій влади, порядок нормотворення, основні права, свободи та обов'язки громадян, форму правління та державного устрою, спосіб і процедуру формування органів державної влади, місцевого самоврядування, засади виборчого права та правосуддя.
Наука конституційного права  вивчає досвід народів світу  в прагненні до свободи, рівності, гідності, демократії та справедливості, узагальнює історичні надбання гуманістичного державотворення різних народів.
Конституційне право України —  фундаментальна основоположна галузь національної системи права, яка являє собою інтегративну сукупність правових норм, що закріплюють засади взаємовідносин людини, держави і суспільства, формують стратегічну мету державотворення України як соціальної, демократичної правової держави, закріплюють основі права і свободи людини, на основі принципу розподілу влади та інших засад правової держави, закладають засади політичної та економічної організації суспільства, форму держави, порядок і принципи формування та компетенцію органів державної влади, місцевого самоврядування та правосуддя.
Об'єктом конституційного права виступають основні засади суспільних та правових відносини в державі.
Предметом конституційного права є доктринальні питання взаємодії людини, держави та суспільства, реалізації в державотворенні ідей верховенства права, інтегративні аспекти розбудови демократичної, соціальної правової держави.
Конституційне право, закріплюючи норми найвищої юридичної сили та стаючи серцевиною правового поля держави, формуючи цілісну систему принципів права та правотворчого процесу, стає правничим фундаментом для галузевого права і правотворчого процесу, доктринальною основою його розвитку, систематизації й гармонізації.

## Історія
На відміну від таких традиційних галузей права, як цивільне або кримінальне право, Конституційне право як самостійна галузь виділилася порівняно недавно.
Попри те, що ще в Давньому Римі конституціями називалися деякі з декретів імператорів, в сучасному розумінні конституціями вони не були.
Такий стан, коли не існувало основного закону, що закріплює загальні правила державного устрою й основні права та обов'язки держави та громадянина, зберігався до прийняття перших писаних конституцій (США в 1787, Франції та Польщі в 1791). Ці правові акти з'явилися результатом розвитку ідей конституціоналізму, «природного права», боротьби населення проти феодального права — «права-привілеїв», абсолютизму, боротьби за права особистості.
У деяких країнах (наприклад, в Німеччині) як синонім Конституційного права використовується термін «державне право», в основному там, де Конституція (як основний закон) з'явилася пізніше вже сформованої системи норм права, що регламентує державний устрій.
В історії формування конституційного права важливе значення мають конституційні акти окремих держав, якими формувались основні правовідносини в державі.
Серед відомих конституційних актів є: Велика Хартія Вольностей (Англія, 1215 р.), «Білль про права» (Англія, 1689 рік), Декларації прав людини та громадянина (1789 р.).
Конституційним актом світового значення стала «Декларація прав людини та громадянина» Франції (1789 р.), якою під гаслами боротьби за свободу і рівність були проголошені та закріплені основні природні права і свободи людини, що в подальшому стало основою багатьох конституцій європейських та інших країн.
В Україні конституційний акт, відомий як Конституція П. Орлика, підписаний 5 квітня 1710 року в м. Бендерах (теперішня територія республіки Молдова), — «Правовий устрій і Конституції прав і вольностей Війська Запорізького». Саме в Конституції Пилипа Орлика 1710 року часи була реалізована одна з найбільш важливих ідей правової держави — ідея розподілу державної влади на законодавчу, виконавчу та судову. Юридично закріплюючи формування незалежної української козацької держави в межах етнографічної національної території визнану Зборівською угодою 1649 року, цей акт є першою Конституцією України, в якій було реалізовано принцип розподілу влади: законодавчу (Генеральна Рада), виконавчу на чолі з Гетьманом, та судову, де вищим судовим органом  був визначений  Генеральний Суд. , У цьому знаменитому документі містились статті про захист недоторканості вольностей, права власності козаків. У Конституції декларується ідея  відновлення «всіх природних прав та рівності».
Актом проголошення незалежності України  від 24 серпня 1991 року, парламентом української республіки визначено Україну суверенною, незалежною демократичною державою.
У правовій системі більшості  розвинутих країн в формуванні інститутів конституційного права  взагалі і в контексті розвитку інституту прав і свобод людини застосовуються як загальні міжнародні правові акти (планетарної дії), що приймаються в рамках ООН, так і загальноєвропейські джерела права:
1) загального характеру: а) Загальна декларація прав людини   ООН від 10 грудня 1948 р.;
б) Міжнародний пакт про громадянські та політичні права від 16 грудня 1966 р. ;
в) Міжнародний пакт про економічні, соціальні та культурні права, прийнятий Генеральною Асамблеєю ООН 16 грудня 1966 р., набрав чинності 03 січня 1976 р.;
г) Декларація основних принципів правосуддя для жертв злочинів та зловживань владою. Прийнята на сороковій сесії Генеральної Асамблеї ООН 29 листопада 1985 р. та інші;
2) європейського значення:
Конвенція про захист прав людини і основоположних свобод (зі змінами та доповненнями, внесеними Протоколом № 11 від 11 травня 1994 р., Протоколом № 14 від 13 травня 2004 р.);
Європейська конвенція про запобігання тортурам та нелюдському або таких, що принижують гідність, поводженню чи покаранню 1987 р.;
Рекомендація (94) 12 Комітету Міністрів Ради Європи «Незалежність, дієвість та роль суддів» (ухвалена Комітетом Міністрів Ради Європи на 518 засіданні заступників міністрів 13 жовтня 1994 р.);
Рекомендація Комітету Міністрів державам-учасницям Ради Європи «Про Європейський кодекс поліцейської етики»  – Rec (2001) 10 та інші.
Для реалізації і розвитку засад місцевого самоврядування важливого значення набула Європейська хартія місцевого самоврядування, яка у червні 1985 р. була схвалено урядами 23 держав-членів Ради Європи, а 15 жовтня 1985 р. у м. Страсбург (Франція) Європейську хартію місцевого самоврядування було відкрито до підписання. Україна ратифікувала Хартію 15 липня 1997 року, і з 1 січня 1998 року Хартія набула чинності для України.
В наш час у світі діють понад 100 конституцій різних країн. Серед системних законодавчих актів конституційного права зарубіжних країн стали: Конституція США 1787 року, Конституція Норвегії 1814 року, Конституція Бельгії 1831 року, Конституція Аргентини 18537 року, Конституція Канади 1867 року, Конституція Швейцарії 1874 року, Конституція Франції 1946 року, Конституція Італії  1947 року, Конституція Данії 1953 року, Конституція Іспанії, яка прийнята на референдумі 6 грудня 1978 року.
Конституція Європейського Союзу (англ. «Treaty establishing a Constitution for Europe (ТСE)» — Договір про створення конституції для Європи) — консолідований та системний нормативний акт, яким здійснено імплементацію основних положень установчих договорфв ЄС: Договір про ЄС 1992 р. (Маастрихтський Договір) та Договір про функціонування ЄС 1957 р., а також Хартію основних прав ЄС 2000 р., що діють у редакції Лісабонського Договору 2007 р. Текст Конституції було узгоджено у Брюсселі 17-18 червня 2004 р., а підписано у Римі 29 жовтня 2004 р. главами держав та урядів на тоді 25-и (нині 27) країн-членів ЄС. Частина II Конституція Європейського Союзу містила викладення основних прав і свобод людини, що є проявом їх  визнання відповідно до принципів, поваги до людської гідності та верховенства права. Незважаючи на існуючи позитиви в аспектах консолідації європейських націй Конституція Європейського Союзу була замінена 13 грудня 2007 року менш системним конституційним актом — Лісабонським Договором (набув чинності 1 грудня 2009 року). Цим актом ЄС відмовився від ідеї єдиної кодифікованої конституції.

## Особливості конституційного права Європи та інших розвинутих країн.
Більшість сучасних Конституцій Європи та інших розвинутих країн враховують положення міжнародних правових актів, які прийнято називати стандартами прав людини: Загальна декларація прав людини (1948), Міжнародний пакт про громадянські та політичні права (1966), Міжнародний пакт про економічні, соціальні та культурні права (1966), Факультативний протокол до Міжнародного пакту про громадянські і політичні права (1966) та Другий факультативний протокол, що стосується скасування смертної кари (1989), а країни Європи, здебільшого, в своїх Конституціях  втілюють основні положення фундаментального міжнародного правового ату  Європейської системи — Конвенції про захист прав і основоположних свобод людини (1950 р.).
Загальна декларація прав людини, яка прийнята Генеральною Асамблеєю ООН 10 грудня 1948 року. Як універсальний міжнародно-правовий акт закріплює основні права людини та  окреслює головні механізми їх захисту. Вона стала фундаментальним джерелом права загальносвітового значення для всіх сфер  правозастосовної діяльності. Завдяки величезному цивілізаційному значенню, політичному і моральному авторитету Декларації 1948 р. її положення стали включатися в конституції багатьох держав. Наприклад, ст. 10 Конституції Іспанії прописує, що «Гідність особистості, невідчужуваність її прав, її вільний розвиток, повагу закону і прав інших людей є основою політичного порядку і соціального миру», а « норми, які  забезпечують основні права і свободи, визнані Конституцією, відповідають Загальній декларації прав людини».
В Європейській Конвенції про захист прав людини і основоположних свобод (1950 р.). закладена цілісна інтегративна система стандартів прав людини та гарантії їх захисту, Зокрема ст. 6 Конвенції  про захист  прав людини і основоположних свобод має назву «Право на справедливий суд» і включає низку фундаментальних положень, які повністю чи частково увійшли в тексти конституцій та інших законів європейських держав.
Конвенцію ратифіковано Законом України від 17 липня 1997 р. У розділі I визначаються основні права і свободи людини та викладаються зобов'язання держав щодо їх охорони й забезпечення, а також умови застосування їх законного обмеження, а саме: право на життя, заборона катування, рабства та примусової праці, право на свободу й особисту недоторканність, право на ефективний засіб правового захисту та на справедливий судовий розгляд, неприпустимість покарання без закону, право на повагу до приватного і сімейного життя, свобода думки, совісті й віросповідання, свобода вираження поглядів, право на шлюб, заборона дискримінації, відступ зобов'язань під час війни або іншої надзвичайної ситуації в державі, яка загрожує життю нації, обмеження щодо політичної діяльності іноземців, заборона зловживання правами, обмеження у застосуванні обмежень на права. Розділ II визначає організацію, юрисдикцію та процедуру Європейського суду з прав людини, у розділі III викладено гарантії існуючих прав людини, порядок підписання, ратифікації, денонсації Конвенції та інші положення.
Ст. 8 Конвенції, зокрема, проголошує право кожного на повагу до свого приватного і сімейного життя, до свого житла і кореспонденції. Органи державної влади не можуть втручатись у здійснення цього права за  винятком випадків, коли втручання здійснюється згідно із законом і є необхідним у демократичному суспільстві в інтересах національної та громадської безпеки чи економічного добробуту країни, для запобігання заворушенням чи злочинам, для захисту  здоров'я  чи моралі  або для захисту прав і свобод інших осіб.
Ст. 17 Конвенції «Заборона зловживання правами», визначає, що жодне з положень цієї Конвенції не може тлумачитись як таке, що надає  будь-якій державі, групі чи  особі  право  займатися будь-якою діяльністю  або  вчиняти будь-яку  дію, спрямовану на скасування будь-яких прав і свобод, визнаних цією Конвенцією, або на їх обмеження в більшому обсязі, ніж це передбачено в Конвенції. Ці положення стали основою ст. 22 чинної Конституції України, згідно з якою при прийнятті нових законів не допускається звуження існуючих прав і свобод людини.
Закон України від 22 грудня 1993 р. «Про міжнародні договори України» в ч. 1 ст. 19 визначає, що чинні міжнародні договори України, згода на обов'язковість яких надана Верховною Радою України, є частиною національного законодавства і застосовуються у порядку, передбаченому для норм національного законодавства.
Наука конституційного права  вивчає досвід державотворення та тконституційних процесів різних народів світу.  Вона узагальнює історичні надбання гуманістичного державотворення інших народів. У конституційному праві України активно досліджуються основоположні міжнародні правові акти, а також конституції Франції, Італії, Швейцарської Конфедерації, Королівства Норвегії, Данії, Іспанії, Фінляндської Республіки, Польщі, Хорватії, Словенії, США та інших країн. Зокрема, окрема  увага приділяється Конституція Франції 1958 року, де ст. 2 закладає стандартний принцип сучасного демократичного державотворення: «Правління народу, народом, для народу»; Конституції США, де закладений виважений принцип розподілу влади та створення механізмів стримувань і противаг проти автократії, реалізації ідеї двопалатного парламенту, досвіду роботи судової влади, застосування інституту референдуму  тощо.
Конституціями багатьох країн закріплена ідея двопалатного парламенту. Так, наприклад, у Франції парламент складається з Сенату та національних зборів, в Італії з Сенату та Палати депутатів, в Іспанії Парламент (Генеральні кортеси) складається з  Конгресу депутатів і Сенату, у Німеччині законодавчу владу виконують Бундестаг і Бундесрат, у Швейцарії Федеральні зібрання, як законодавчий орган, включають Національну раду і Раду кантонів, у Польщі законодавчу владу здійснюють Сейм і Сенат. Звичайно, двопалатний парламент консервативніший, і це виправдано.
Законодавча влада сама має забезпечувати верховенство (панування) права (природних прав і свобод людини). Доцільніше  наш парламент  так і іменувати «Парламент», в структурі якого передбачити дві  палати: верхня палата — «Сенат»; нижня палата, яку з урахуванням історичних традицій можна було б назвати «Віче» (народні збори). Для постійного оновлення законодавчої влади як запоруки прогресу слід запровадити таке правило: «Депутатами Верховної Ради України та органів місцевого самоврядування не можна обирати громадян України більше двох каденцій підряд».  Якщо цього не воліє зробити чинний парламент, відповідне положення чи вся Конституція повинні прийматися на референдумі.
Цікавим може бути досвід стримувань і противаг, запроваджений до владних структур у США. Тут реалізована класична модель розподілу влади та механізмів стримувань і противаг, яка заслуговує ґрунтовного вивчення та врахуванні в державотворенні. Модель, проста, дієва, ніякого дуалізму і нічого зайвого. Президент очолює виконавчу владу, сам призначає міністрів та несе відповідальність за економічну політику. Антикорупційною складовою є § 1 ст. 2 Конституції Сполучених Штатів «президент повинен отримувати за свою службу в призначені строки винагороду, яка не може бути ні зменшеною, ні збільшеною протягом того періоду, на який він обраний, і він не має отримувати протягом цього часу ніякої іншої винагороди ні від Сполучених Штатів, ні від когось іншого». Такий підхід має бути встановлений в нашій державі відносно чиновників усіх гілок влади. Призначення міністрами самим собі і своїм заступникам захмарної заробітної плати чи премій — це те, що має бути викорінено раз і назавжди з практики державотворення.
Реалізація ідей правовладдя в окремих країнах здійснюється через інститут референдуму.  Референдум — демократична і прогресивна форма прийняття конституцій, яка все  частіше застосовується цивілізованими державами (Франція — 1958 рік, Греція — 1975 рік, Іспанія — 1978 рік, Польща — 1997 рік, Швейцарія — 1999 рік).
Референдна демократія має певні позитиви: сприяють стабільності прийнятих на референдумі законів; сприяють зміцненню засади верховенства права, створюючи ситуацію, за якої «право стає вище влади», а влада має підкорятись прийнятому народом праву, без можливості його довільно змінювати, референдум сприяє правовій просвіті населення, становленню громадського суспільства, та розвитку місцевого самоврядування.
В наш час для реалізації і розвитку засад місцевого самоврядування важливого значення набула Європейська хартія місцевого самоврядування, яка у червні 1985 р. була схвалено урядами 23 держав-членів Ради Європи, а А 15 жовтня 1985 р. у м. Страсбург (Франція) Європейську хартію місцевого самоврядування було відкрито до підписання. Україна ратифікувала Хартію 15 липня 1997 року, і з 1 січня 1998 року Хартія набула чинності для України.

## Особливості сучасного конституйного права України.
Конституційне право — провідна галузь права, що становить собою інтегративну систему правових норм найвищої юридичної сили, які визначають доктринальну модель державотворення та взаємовідносин людини, держави та громадського суспільства, формулюють засади політичної організації суспільства, механізми забезпечення державного суверенітету та здійснення зовнішньої політика, розподілу та гармонізації публічних гілок влади, розвитку правовладдя, закріплюють основні права і свободи людини та гарантії їх забезпечення.
Норми Конституції є ядром всієї системи права. Вони є нормами найвищої юридичної сили та нормами прямої дії. Нормативні акти, які суперечать Конституції України, не підлягають застосуванню; норми конституційного права є нормами прямої дії і безпосередньо застосовуються у випадках неврегульованості якихось відносин галузевим законодавством.
Принципи конституційного права – це інтегративні основоположні морально-правові фундаментальні ідеї, які в силу свого змісту і цінності є фундаментом правничої стратегії, визначають доктринальні засади та вектор розвитку усієї правової системи, гармонізують всю систему правових норм, виступають першоджерелом окремих інститутів і норм права (є генетичною підвалиною системи права), надають єдності і системності регулятивним механізмам права, дають юридичну базу для тлумачення права в умовах конкуренції юридичних норм, сприяють правильному пізнанню та застосуванню норм права, вносять упорядкованість у розв'язанні питань, відносно яких є прогалини в праві, служать основою й вихідним положенням для подальшого розвитку окремих галузей та інститутів права.
До основних принципів конституційного права належать: верховенство права; народовладдя; розподіл влади на законодавчу, виконавчу та судову; законність; воля людини та забезпечення права на свободу і особисту недоторканність; рівність людини і громадянина перед законом і судом; повага до людської честі та гідності; таємниця спілкування; невтручання у приватне життя; недоторканність права власності; недоторканність житла чи іншого володіння особи; презумпція невинуватості; заборона державного свавілля; забезпечення права на правничу допомогу та захист; здійснення правосуддя тільки судом; незалежність суду; гарантованість доступу до правосуддя; гуманізм і справедливість; взаємна відповідальність особи і держави; недопустимість звуження існуючих прав і свобод людини.

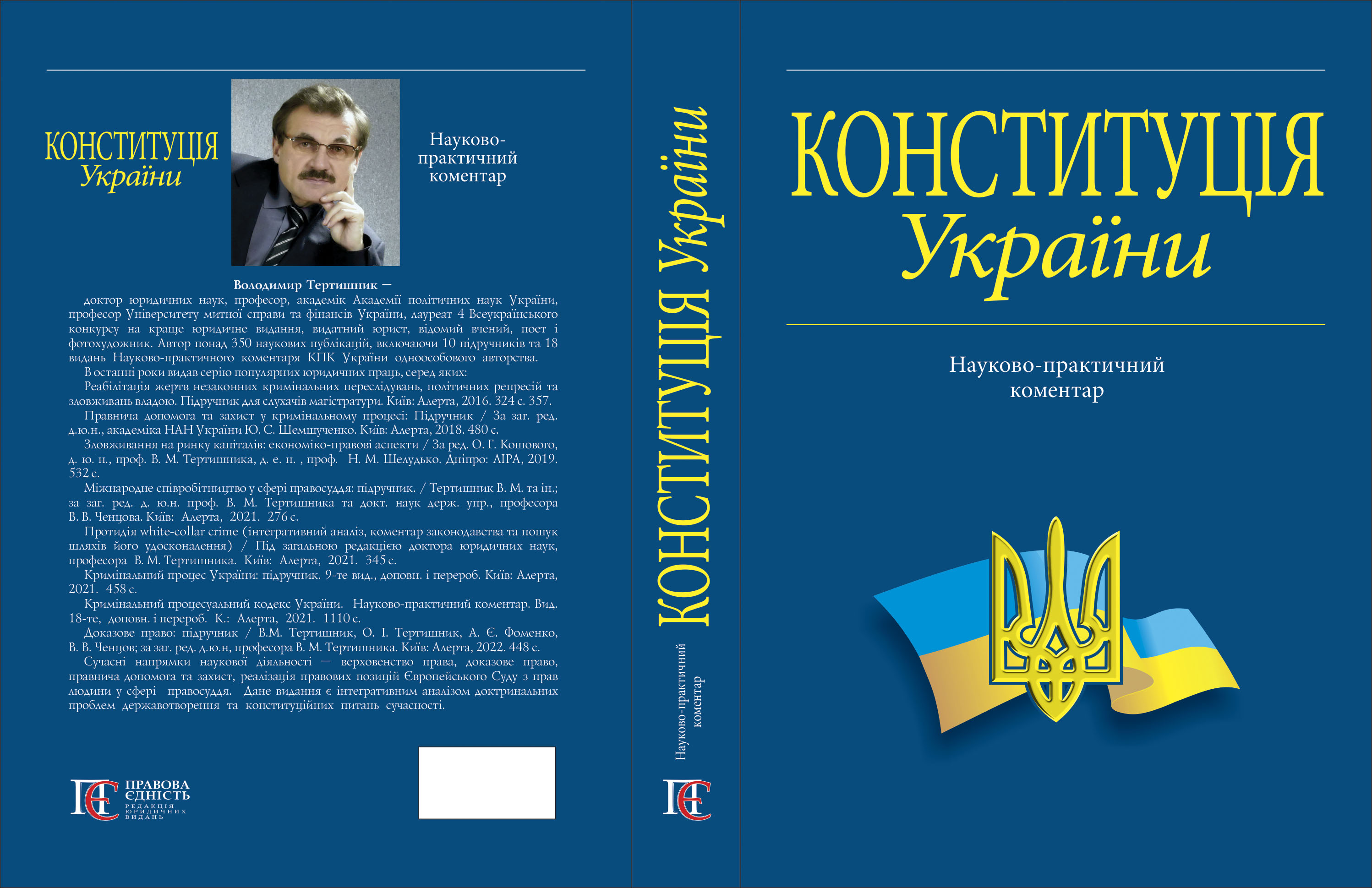
Конституція України 2023. Коментар

Конституційне право включає окремі інститути права, які становлять собою  сукупність взаємопов'язаних об'єктом правового регулювання певних юридичних норм, зокрема це інститути Президента України, парламентаризму, виконавчої влади, місцевого самоврядування, територіального устрою, прав і свобод людини, громадянства, правосуддя, правничої допомоги та захисту, імпічменту, референдуму тощо.
Конституційне право України складається з відповідних положень позитивного права: Конституції України (прийнята28 червня 1996 року), міжнародних договорів, згода на обов'язковість яких надана Верховною Радою України, законодавства про законотворчий процес та про конституційне судочинство, рішень Конституційного Суду України, інших законодавчих актів, регламентуючих питання, що є предметом конституційного права, наприклад, «Декларація про державний суверенітет України від 16 липня 1990 року», Закон України «Про місцеве самоврядування», Закон України  «Про Уповноваженого Верховної Ради України з прав людини» тощо, а також концептів та положень природного права.
Сучасна Україна за Конституцією 1996 року, є суверенна і незалежна, демократична, соціальна, правова, унітарна держава Європи з республіканською формою правління. Важливо забезпечити формування належних та дієвих механізмів реалізації цих конституційних приписів в усіх сферах суспільних відносин, забезпечити непорушність конституційних засад державотворення, забезпечити чітку юридичну визначеність правових норм, гармонізувати  інститути влади та систему права, усунути  умови прояву політичної корупції, удосконалити систему правосуддя.
Сучасна Конституція України включає в себе такі розділи: Преамбула
Розділ І.  Загальні засади (статті 1–20)
Розділ II.  Права, свободи та обов'язки людини і громадянина (статті 21–68)
Розділ III.  Вибори. Референдум (статті 69-74)
Розділ IV.  Верховна Рада України (статті 75–101)
Розділ V.  Президент України (статті 102—112)
Розділ VI. Кабінет Міністрів України. Інші органи виконавчої влади (статті 113—120)
Розділ VIII. Правосуддя (статті 124–131-2)
Розділ IX.  Територіальний устрій України (статті 132—133)
Розділ X.  Автономна Республіка Крим (статті 134—139)
Розділ XI.  Місцеве самоврядування (статті 140—146)
Розділ XII. Конституційний Суд України  (статті 147—153)
Розділ XIII. Внесення змін до Конституції України (статті 154—159)
Розділ XIV.  Прикінцеві положення (статті 160—161)
Розділ XV.  Перехідні положення  .
Конституція — Основний Закон держави, який має найвищу юридичну та загальнообов'язкову силу, визначає державний устрій та основні засади системи права і правовідносин у державі, виконує засновуючу  (виступає засобом реалізації суспільного договору), законодавчу, ідеологічну, політичну, управлінську, стабілізуючу та обмежувальну функції, важливий дороговказ для суспільства, показник моральних орієнтирів та стратегічних цілей.
Державний суверенітет визначається у Декларації про державний суверенітет України, як верховенство, самостійність, повноту і неподільність влади республіки в межах її території та незалежність і рівноправність у зовнішніх зносинах.
Конституційний Суд України у рішенні від 25 січня 2012 року № 3-рп/2012 констатував: «Однією з ознак України як соціальної держави є забезпечення загальносуспільних потреб у сфері соціального захисту за рахунок коштів Державного бюджету України виходячи з фінансових можливостей держави, яка зобов'язана справедливо і неупереджено розподіляти суспільне багатство між громадянами і територіальними громадами та прагнути до збалансованості бюджету України. При цьому рівень державних гарантій права на соціальний захист має відповідати Конституції України, а мета і засоби зміни механізму нарахування соціальних виплат та допомоги — принципам пропорційності і справедливості» (п. 1 рішення).
Правова держава — держава, де  діють та домінують справедливі  закони, усі люди рівні перед законом і судом, втілюється верховенство права, забезпечуються права і свободи людини, гарантується принцип недопустимості звуження існуючих прав і свобод людини та відповідальності влади перед людиною, а реалізація принципу розподілу влади забезпечує незалежність та справедливість судочинства, гармонізацію державного управління, злагоду в суспільстві та створює таку систему правовідносин, за якої максимально усуваються можливості свавілля чиновників та повернення до тоталітаризму.
Згідно ст. 5 Конституції України, «носієм суверенітету і єдиним джерелом влади в Україні є народ. Народ здійснює владу безпосередньо і через органи державної влади та органи місцевого самоврядування».
Конституційний Суд України в рішенні від 5 жовтня 2005 року  N 6-рп/2005 зазначив: «Положення частини  другої статті 5 Конституції  України (254к/96-ВР)   „носієм  суверенітету і єдиним джерелом влади в Україні є народ“ треба розуміти так, що в Україні вся влада належить народові. Влада народу є первинною, єдиною і невідчужуваною та здійснюється народом шляхом  вільного  волевиявлення через вибори, референдум, інші форми безпосередньої демократії у порядку, визначеному Конституцією (254к/96-ВР) та  законами України, через органи державної влади та органи місцевого самоврядування, сформовані відповідно до Конституції  та  законів України»; «Результати народного  волевиявлення у визначених Конституцією  (254к/96-ВР)  та законами України  формах  безпосередньої  демократії є обов'язковими»; «Положення  частини третьої  статті  5 Конституції України  (254к/96-ВР) „право визначати і змінювати конституційний лад в Україні належить  виключно  народові і  не  може бути узурповане державою, її органами або посадовими особами“ треба розуміти так, що тільки народ має право безпосередньо шляхом всеукраїнського референдуму  визначати конституційний лад в Україні, який закріплюється Конституцією України, а також змінювати конституційний лад внесенням змін до Основного Закону України в порядку, встановленому його розділом XIII. Належне виключно народові право  визначати  і змінювати конституційний лад в Україні не може бути привласнене у  будь-який спосіб державою, її органами або посадовими особами».
Конституційний Суд України, у рішенні в справі № 2-249/2019(5581/19 від  16 грудня 2019 року № 7-в/2019, зазначив, що поділ влади є основним засобом та неодмінною умовою запобігання концентрації влади, а отже, є інструментом проти зловживань нею задля адекватної реалізації прав і свобод людини і громадянина. Таким чином, поділ влади є гарантією прав і свобод людини і громадянина. Тому будь-яке порушення принципу поділу влади, що призводить до її концентрації, у тому числі суміщення не належних певним органам державної влади функцій, порушує гарантії прав і свобод людини і громадянина.
Сучасні реалії державотворення в Україні погіршують ці тенденції. Конституційні реформи не усунули дуалізму виконавчої влади та дублювання повноважень між державними інституціями При змішаних та парламентських формах правління, — як слушно зазначає вчений-конституціоналіст Михайло Савчин, — поділ влади проходить по лінії парламентська більшість (уряд) — опозиція. При нашій змішаній формі правління додаткове збурення сюди вносить «дуалізм» виконавчої влади. Адже, коли президент не спирається на парламентську більшість, конституційна процедура формування уряду має наслідком період «співіснування» — конкуренцію компетенцій президента й уряду, що спирається на парламентську більшість. Так чи інакше це загрожує тиранією парламентської більшості, а в разі слабкої структуризації парламенту — слабкою контрольованістю урядового політичного курсу та зловживаннями. В таких умовах важливий судовий конституційний контроль, який на засадах незалежності та безсторонності вводить цей бурхливий політичний процес у конституційні рамки.
Положення норми Конституції про те що влада в правовій державі несе відповідальність за свою діяльність конкретизується формуванням інституту відшкодовування матеріальної та компенсації моральної шкоди, завданої порушенням прав і свобод людини внаслідок дій (бездіяльності) державних органів, службових чи посадових осіб, яка  передбачена у ч. 5 ст. 41, ст. 56, ч. 4 ст. 62, ч. З ст. 152 Конституції, в нормах галузевого законодавства, наприклад ст. 130 КПК України та окремими законодавчими актами, наприклад, Законом України «Про порядок відшкодування шкоди, завданої громадянинові незаконними діями органів, що здійснюють оперативно-розшукову діяльність, органів досудового розслідування, прокуратури і суду» та іншими законодавчими актами.
Непорушним принципом правової держави Україна є принцип недопустимості звуження існуючих прав і свобод людини під час прийняття нових законів.
Діюча Конституція України (ст. 156) зазначає, що законопроекти про внесення змін до розділів 1 «Загальні положення», 3 «Вибори. Референдум», 13 «Внесення змін до Конституції України» затверджуються  загальноукраїнським референдумом, який призначається Президентом України.
Удосконалюючи правовідносини в аспекті розбудови правової держави важливо: усунути безпідставні заборони і обмеження, характерні для адміністративно-командної системи; «утихомирити» активну відомчу правотворчість, не дозволяючи за її рахунок обмежувати існуючі права і свободи людини; переглянути існуючі привілеї, імунітети та підвищений ступінь захисту для чисельної армії чиновників; забезпечити принцип рівності та справедливості в державі; зупинити тенденцію посилення соціальної нерівності та  формування полюсу бідності, забезпечити фінансово-економічні передумови та правове поле для можливості чесної праці й заможного існування людини в суспільстві, становлення, росту та стабільного розвитку середнього класу, забезпечити зайнятість населення та підтримання освіти, науки, культури й інноваційних проєктів, створення правового поля для інтелектуалізації виробничих і суспільних процесів.
В системі правничих наук  конституційне право України посідає провідне місце, що обумовлюється такими чинниками: а) особливим об'єктом, предметом та засобом правового регулювання, що надає конституційним нормам ознак квінтесенції правової системи держави;  б) доктринальною значимістю правових норм, викладених в основному законі держави, положення якого  стають вихідними для усіх інших галузей права в державі;  в) закріпленням основних природних прав і свобод людина та гарантій їх забезпечення, що отримує розвиток в галузевому законодавстві; г) визначенням системи основних засад та принципів права, які стають базовими для розвитку права в цілому; д)  закладенням ідеї розподілу влади на законодавчу, виконавчу та судову, визначенням основних механізмів стримувань і противаг проти узурпації влади та тоталітаризму; е) закріпленням основ права власності, природоресурсного права та економічних  свобод, що є важливим фактором забезпечення добробуту громадян, їх екологічної безпеки та майбутнього благополуччя; ж) забезпеченням соціальної спрямованості економіки, що є основою для реалізації прав громадян на достатній життєвий рівень; з) наданням нормам конституційного права значення норм найвищої юридичної сили, що обумовлює розвиток галузевого законодавства лише у відповідності до норм конституції; і) закладенням основ законодавчого процесу, яким закріплюється принцип неприпустимості звуження існуючих прав і свобод людини та непорушність вектору розвитку — розбудова суверенної, демократичної, соціальної, правової держави.

## Нормативні акти
Конституція України: прийнята Верховною Радою України 28 червня 1996 р. Відомості Верховної Ради України. 1996. № 30. Ст. 141. Зі змінами, внесеними згідно із законами України № 2222-IV від 08.12.2004, ВВР, 2005, № 2, ст. 44 — № 2680-VIII від 07.02.2019, ВВР, 2019, № 9, ст. 50. URL: https://zakon.rada.gov.ua/laws/show/254к/96-вр
Конвенція про захист прав людини і основоположних свобод. Офіційний вісник України. 1998. № 13. URL:  https://zakon.rada.gov.ua/laws/show/995_004 .
Закон України від 26 січня 2021 року № 1135-IX  «Про всеукраїнський референдум». Офіційний вісник України. 2021. № 31. С. 11. Ст. 1762. URL: https://zakon.rada.gov.ua/laws/show/1135-20/print
Закон України від 13 липня 2017 року № 2136-VIII «Про Конституційний Суд України». Відомості Верховної Ради України. 2017. № 35. Ст.376. URL: https://zakon.rada.gov.ua/laws/show/2136-19#Text
Рішення Конституційного Суду України від 16 квітня 2008 року № 6-рп/2008 у справі за конституційними поданнями Президента України про офіційне тлумачення положень частин другої, третьої статті 5, статті 69, частини другої статті 72, статті 74, частини другої статті 94, частини першої статті 156 Конституції України (справа про прийняття Конституції та законів України на референдумі).  Офіційний вісник України.  2008. № 32. С. 35. Ст. 1056. URL:  https://zakon.rada.gov.ua/laws/show/v006p710-08#Text